# (96205) Ararat
(96205) Ararat és un asteroide del cinturó principal, a 1,9549986 ua. Posseeix una excentricitat de 0,1899515 i un període orbital de 1 369,46 dies (3,75 anys).
Té una velocitat orbital mitjana de 19,17233618 km/s i una inclinació de 2,53828º. Fou descobert el 24 de setembre de 1992 per Freimut Börngen i Lutz Schmadel. Rebé el seu nom a partir del Mont Ararat, a Armènia.